# Ashton-under-Lyne
Ashton-under-Lyne est un bourg (market town) du Metropolitan Borough of Tameside dans le Grand Manchester en Angleterre. Il est situé sur la rive nord de la rivière Tame, aux pieds des Pennines.

## Histoire
La ville était célèbre au XIXe siècle pour ses vastes manufactures de coton qui employaient 20 000 personnes.

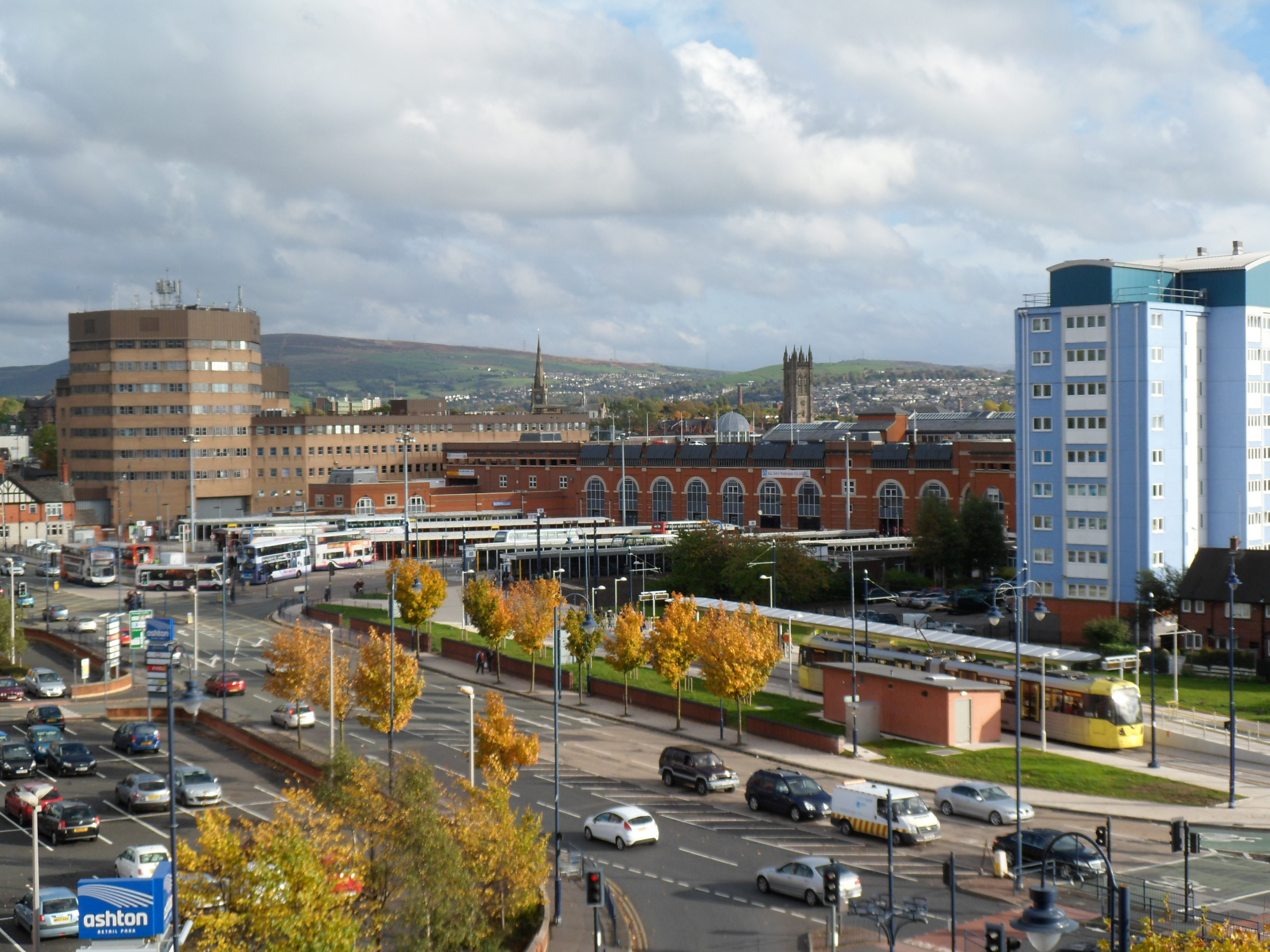
Ashton-under-Lyne.

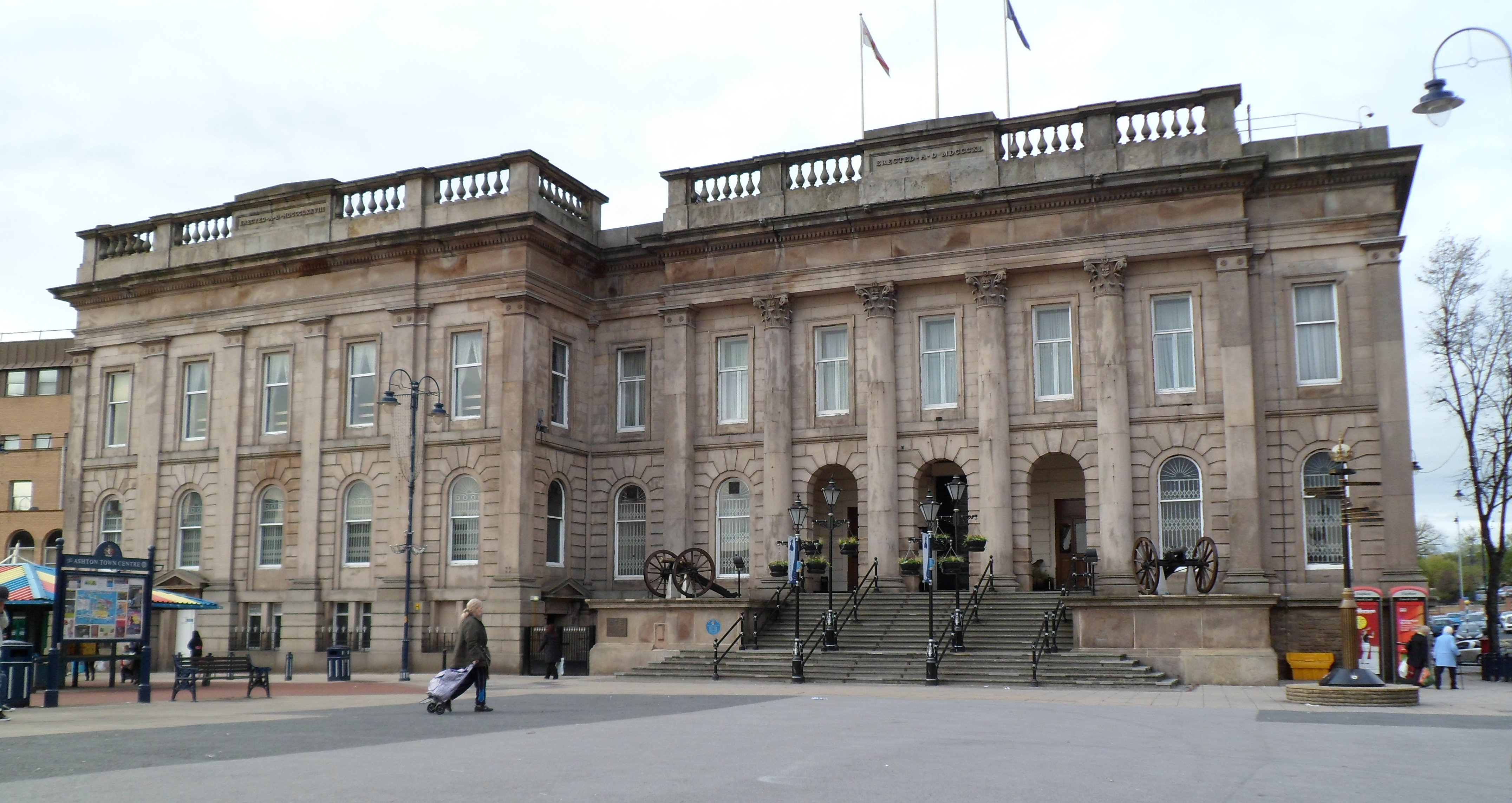
Ashton-under-Lyne : Maison communale.

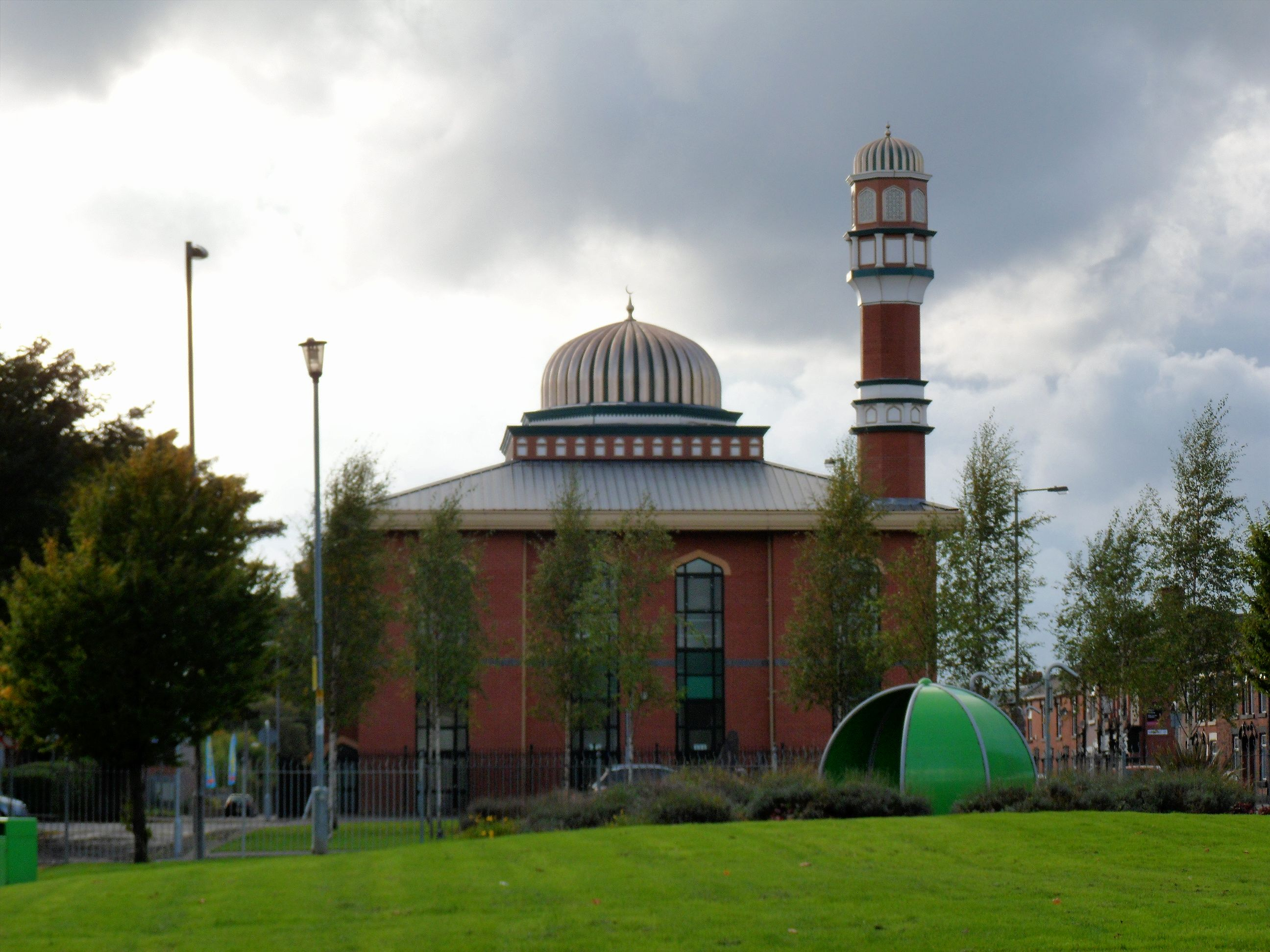
Ashton-under-Lyne : l'un des six mosquées, Masjid Hamza.

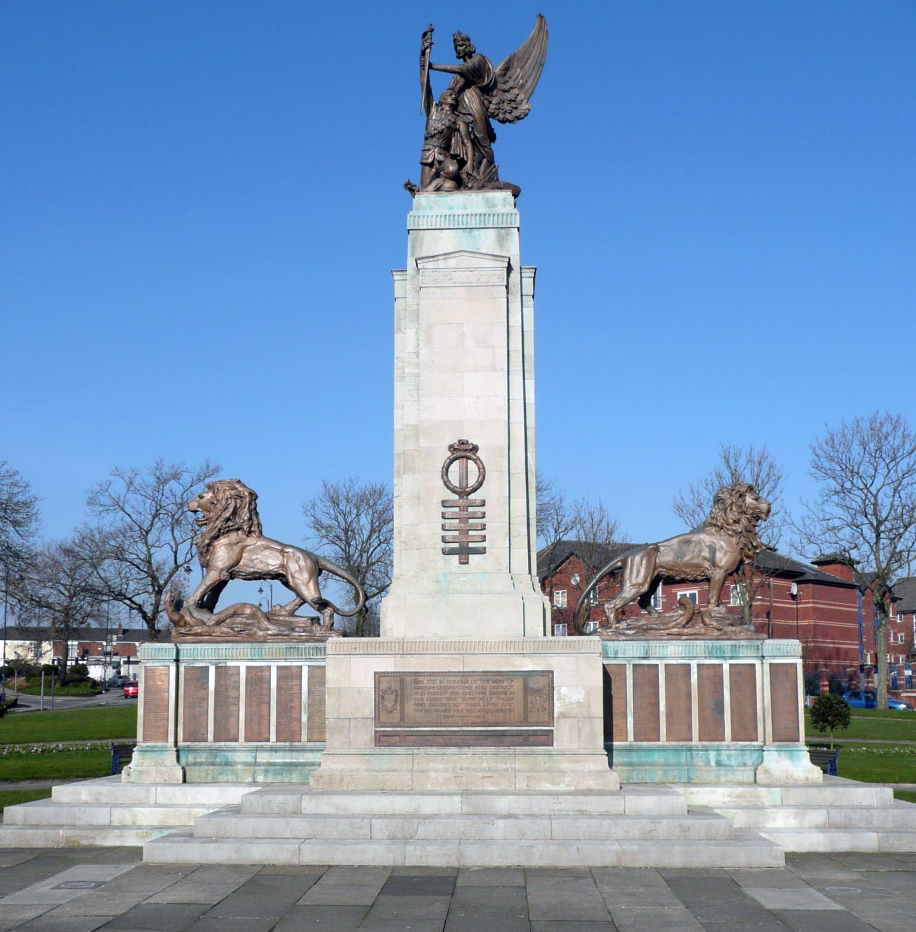
Mémorial de guerre d'Ashton-under-Lyne.

## Personnalités liées à la ville
- Roy Barraclough (1935-2017), acteur comique décédé à Ashton-under-Lyne.
- Bill Bland (1916-2001), militant marxiste-léniniste et opticien, est né à Ashton-under-Lyne.
- F. W. Micklethwaite, photographe est né en 1849 à Ashton-under-Lyne.
- Ross Brawn (1954-), ingénieur et dirigeant sportif dans la Formule 1, est né à Ashton-under-Lyne.
- Simone Perrotta (1977-), joueur de football professionnel italien, est né à Ashton-under-Lyne.